# سوکسین لی
سوکسین لی (انگلیسی: Suksin Lee; ۶ اکتبر ۱۸۹۷ – ۱۲ دسامبر ۱۹۴۴) دانشمند در زمینه بیوشیمی و تغذیه اهل کره جنوبی بود.

## یادداشت
1. 1 2  Jeong writes that Lee was born in the year 1896.[۱] Yeh gives Lee's birth year as 1897.[۲]